# شهرستان جسپر (تگزاس)

موقعیت شهرستان در ایالت تگزاس

جسپر یکی از شهرستان‌های ایالت تگزاس می‌باشد.
این شهرستان در شرق این ایالت است.
جمعیت این شهرستان در سال ۲۰۱۰ میلادی معادل ۳۵۷۱۰ نفر بود.